# Wolfgang Erharter
Wolfgang Erharter (17 maggio 1969) è un allenatore di sci alpino ed ex sciatore alpino austriaco.

## Biografia
Sciatore polivalente originario del Tirolo, Erharter debuttò in campo internazionale in occasione dei Mondiali juniores di Bad Kleinkirchheim 1986 e l'anno dopo, nella rassegna iridata giovanile di Hemsedal/Sälen 1987, conquistò la medaglia d'oro nella combinata, quella d'argento nello slalom gigante e quella di bronzo nella discesa libera, suo ultimo risultato agonistico internazionale; ai Campionati austriaci 1989 vinse la medaglia di bronzo nella combinata. Non prese parte a rassegne olimpiche né ottenne piazzamenti in Coppa del Mondo o ai Campionati mondiali.
Dopo il ritiro divenne allenatore nei quadri prima della Federazione sciistica dell'Austria (1998-2003), poi in quelle degli Stati Uniti (2003-2004) e della Germania (2004-2007) e quindi, dal 2008, nuovamente dell'Austria, seguendo in particolare le squadre di Coppa Europa.

## Palmarès

### Mondiali juniores
- 3 medaglie:
  - 1 oro (combinata a Hemsedal/Sälen 1987)
  - 1 argento (slalom gigante a Hemsedal/Sälen 1987)
  - 1 bronzo (discesa libera a Hemsedal/Sälen 1987)

### Campionati austriaci
- 1 medaglia[1]:
  - 1 bronzo (combinata nel 1989)